# فورمانوو
فورمانوو (به لهستانی:  Furmanów) یک روستا در لهستان است که در گمینا ستانپورکوو واقع شده‌است.
 فورمانوو  ۲۵۰ نفر جمعیت دارد.